# Ejido Niños Héroes
Ejido Niños Héroes är en ort i Mexiko.   Den ligger i kommunen Tanlajás och delstaten San Luis Potosí, i den centrala delen av landet, 250 km norr om huvudstaden Mexico City. Ejido Niños Héroes ligger 56 meter över havet och antalet invånare är 236.
Terrängen runt Ejido Niños Héroes är platt åt nordväst, men åt sydost är den kuperad. Runt Ejido Niños Héroes är det ganska tätbefolkat, med 111 invånare per kvadratkilometer. Närmaste större samhälle är Ejido San José Xilatzén, 4,6 km söder om Ejido Niños Héroes. I omgivningarna runt Ejido Niños Héroes växer huvudsakligen savannskog.